# Jukuk šad
Jukuk šad (kitajsko: 乙毗咄陆可汗) je bil vladar Zahodnega turškega kaganata v zadnjem obdobju njegovega obstoja, * ni znano, † 653. 
Ime Jukuk lahko pomeni sova ali častitljiv. Njegov popoln naziv je bil Jipi Dulu kagan (staroturško *Yelbi Turuk Qaghan).

## Zgodnja leta
Bil je sin Ilig kagana, vladarja Vzhodnega turškega kaganata, kjer je preživel svoja zgodnja leta. Leta 627 so ga zadolžili, da zatre upor okoli Tjanšana, vendar je bil poražen in je pobegnil. 

## Povabilo z zahoda
Po smrti Tong jabgu kagana iz Zahodnega turškega kaganata leta 630 se je poglobilo rivalstvo med poglavarji desetih gokturških plemen, znanih kot Onok (Deset puščic). Rivalstvo je bilo tudi med obema kriloma Gokturkov: Dulujev na vzhodu in Nušibov na zahodu. Išbara Tolis, ki je kagan postal leta 634, je poskušal povečati svojo avtoriteto s podporo Nušibov, vendar so ga napadli in prisilili na beg v Fergan v današnjem Uzbekistanu. Po njegovem pobegu so voditelji desetih plemen izbrali kagana iz klana Ašina, da bi ohranil občutljivo ravnovesje med obema kriloma. Jukuka je za kagana predlagal nek Tun Tudun. Jukuk, čigar očetovo ozemlje je bilo že dolgo izgubljeno, je povabilo takoj sprejel, vendar se je kmalu izkazalo, da mu Nušibi niso naklonjeni. 

## Jukuk kot kagan
Po državljanski vojni med obema kriloma Onoka je s sporazumom iz leta 638 reka Ili postala mejna črta med Nušibi (južno od reke) in Duluji  (severno od reke). Jukuk je prevzel naziv Ilig beg Tugluk kagan in postal kagan severne strani. Do leta 641 je pod svojo oblastjo združil večino plemen med reko Ili in Sibirijo, vključno s tistimi, ki niso spadala v Onok. Leta 642 je vdrl v Samarkand, eno od najbogatejših mest na svilni cesti. Delitev plena med plemeni je povzročila nasoglasja in Jukuk je izgubil podporo plemen Dulo. Nušibi, ki jih je podpirala kitajska dinastija Tang, so v tem videli priložnost za njegovo strmoglavljenje. Za kagana so izvolili Irbis Seguja (Ilig beg Šekuej kagan). Te volitve so pomenile razpad Onoka. Nušibi so napadli Jukuka in ga prisilili, da je pobegnil v Isfidžab (Sajram v sodobnem Kazahstanu). Sledilo je obleganje mesta. Jukuku je brez pomoči Dulujev uspelo premagati oblegovalce. Po zmagi je poskušal ponovno pridobiti njihovo podporo, vendar so ga zavrnili. Brez podpore plemen se je počutil negotovo in  je leta 642 pobegnil v Kunduz v današnjem Afganistanu.
Nato je osvojil Tuhuoluo (吐火羅) in leta 642 napadel Juvu, ki je  spadal v prefekturo Ji  (伊州) dinastije Tang. General Guo Šjaoke (郭孝恪) je njegove napade odbil. 
Leta 642 so se začeli spori, ker naj bi si prisvojil plen iz napadov na sogdijski državi Kangdžu (康居) in Majmurg (米, Mi, ob Amu Darji blizu današnjega Pandžakenta) in ga ni hotel deliti s svojimi podrejenimi. Ko je Ašina Nišov (阿史那泥熟), eden od njegovih generalov, kljub temu zasegel nekaj plena, ga je Ašina Jugu usmrtil. Njegova usmrtitev je sprožila upor. Uporniki so iskali pomoč v dinastiji Tang in cesar Tajdzong je sina El Kulug šada imenoval za Irbis Šeguj kagana. Jukuk je sprva zmagal v bitki proti Jipišekuj kanu, potem pa se uporniki tudi po več porazih niso hoteli podrediti. Jukuk se je sčasoma umaknil in vladal na nekdanjem Tuhuluojevem ozemlju. 

## Kasnejša leta
Zadnja leta življenja je preživel v Kunduzu, kjer je leta 653 umrl. Njegov naslednik je bil Džengdžu jabgu, eden od zadnjih predstavnikov družine. Njegova oblast je bila omejena samo na mesti Kunduz. 